# Famille Fugate
Pour les articles homonymes, voir Fugate.
Cette page explique l’histoire ou répertorie les différents membres de la famille Fugate.
La famille Fugate, communément appelée les « Blue Fugates » (Les « Fugate bleus »)  ou les « Blue People of Kentucky » (Les « gens bleus du Kentucky »), est une ancienne famille américaine installée dans les collines du Kentucky à partir du XIXe siècle, connue pour avoir un trait génétique favorisant la méthémoglobinémie, un trouble sanguin donnant la peau bleue.

## Histoire familiale
Dans les années 1820, un jeune orphelin d'origine française du nom de Martin Fugate immigre aux États-Unis sur les rives de la Troublesome Creek, une rivière qui coule au cœur de l'État du Kentucky aux États-Unis. Rien ne semble particulièrement le distinguer si ce n'est l'étrange teinte bleue qui colore sa peau. Ce trait atypique ne l'empêche pas pour autant d'épouser Elizabeth Smith, une femme qui porte le même gène récessif que lui. Ils se marièrent et s'établirent près du village de Hazard, dans le Kentucky. En fait, ils étaient tous les deux porteurs du gène récessif de la méthémoglobinémie (met-H).
En conséquence, quatre de leurs neuf enfants ont également la peau bleue. Leur reproduction continue au sein du pool génétique local limité ainsi que le manque d'infrastructures de transport ont fait en sorte que de nombreux descendants des Fugate sont nés avec ce gène met-H. ,,
Cette maladie peut également provoquer des anomalies cardiaques et des convulsions si la quantité de méthémoglobine dans le sang dépasse 20%, mais à des niveaux compris entre 10 et 20%, elle peut provoquer une peau bleue sans aucune autre forme de symptômes. La plupart des Fugate ont vécu longuement et sans problème de santé. La plus « bleue » de la famille, Luna Stacy, a pu ainsi donner naissance à treize enfants et a vécu jusqu'à l'âge de 84 ans.
Benjamin Stacy, né en 1975, est le dernier descendant connu de la famille à être né avec la couleur bleue caractéristique de cette maladie, bien qu'il ait rapidement perdu son teint bleu, Il ne présente plus que des reflets bleus sur ses lèvres et le bout de ses doigts lorsqu'il a froid ou lorsqu'il est agité.

## Dans la culture populaire
- En 2019, le roman The Book Woman of Troublesome Creek (paru en français en 2024 chez Les Éditeurs réunis sous le titre La bibliothécaire des Appalaches) de Kim Michele Richardson, met en scène une version fictive de la famille Fugate pendant la Grande Dépression.

- En 2021, le roman Blue-Skinned Gods de l'autrice SJ Sindu (en) évoque une famille du Kentucky atteinte de méthémoglobinémie mais dont le nom de famille n'est pas mentionné.